# Auðr
Auðr o Auði il ricco è un personaggio della mitologia norrena, menzionato solamente da Snorri Sturluson. Nella sua Edda in prosa, è presentato come essere il figlio di Nótt e Naglfari e nell'Heimskringla è il padre di una ragazza che ha sposato un re di Svezia di nome Visbur. In entrambi i casi è poco di più di un nome in una genealogia e non è detto che entrambe le opere si riferiscano allo stesso personaggio.
È così citato nell'Edda in prosa, al canto 10:
(Snorri Sturluson - Edda in prosa - Gylfaginning X)
L'interpretazione del significato del nome di Auðr è problematica. In norreno "auðr" significa innanzitutto "ricchezza" (parallelamente al gotico "auds" "felicità", anglosassone "eād" "ricchezza"), con tutte le implicazioni relative al concetto di abbondanza e fertilità. Nel linguaggio poetico può assumere il significato di "fato", "destino" (nel verso "fá auðar" "morire"). Come aggettivo, "auðr" vuol dire invece "deserto", "vuoto", "desolato" (parallelamente al gotico "auþs" "solitario", "deserto", anglosassone "ydan" ed "ēdan" "devastare", tedesco "öde" "solitario", "brullo", "deserto"), e questo potrebbe far pensare al caos primigenio, alla terra "informe e vuota" dei primissimi versetti della Genesi. Su questa linea, Brian Branston interpreta "auðr" come "spazio" (con un preteso rimando al greco "aithḗr" "etere") 